# 12848 Agostino
Agostino (asteróide 12848) é um asteróide da cintura principal, a 2,3506351 UA. Possui uma excentricidade de 0,0966359 e um período orbital de 1 533,13 dias (4,2 anos).
Agostino tem uma velocidade orbital média de 18,46424452 km/s e uma inclinação de 15,06752º.
Este asteróide foi descoberto em 10 de Julho de 1997 por Andrea Boattini.